# Хонорациан
Хонорациан (на латински: Honoratianus) е политик на Галската империя.
През 260 г. той управлява Галия и е консул заедно с император Постум.